# Argyrotheca crassa
Argyrotheca crassa är en armfotingsart som beskrevs av Cooper 1977. Argyrotheca crassa ingår i släktet Argyrotheca och familjen Megathyrididae. Inga underarter finns listade i Catalogue of Life.